# Moment of Glory
Moment of Glory (укр. Мить слави) — вісімнадцятий альбом німецького рок-гурту Scorpions 2000 року. Його особливість — поєднання електрогітар із симфонічним оркестром. Усі аранжування зроблено Кристіаном Колоновіцем. Заголовна пісня альбому була офіційним гімном EXPO 2000 у Гановері.

## Композиції
- 1. Hurricane 2000
- 2. Moment of glory
- 3. Send me an angel
- 4. Wind of change
- 5. Crossfire
- 6. Deadly sting suite
- 7. Here in my heart
- 8. Big city nights
- 9. Still loving you
- 10. Lady stralight

## Учасники запису
- Клаус Майне — вокал, перкустика
- Рудольф Шенкер — гітара, вокал
- Маттіас Ябс — гітара
- Джеймс Коттак — ударні, вокал
- Кен Тейлор — бас
- Крістіан Колоновіц — клавішні, диригент
- Берлінський Філармонічний Оркестр

### Запрошені музиканти
- Zucchero — вокал (у «Send Me an Angel»)
- Рей Вілсон (з Genesis i Stiltskin) — вокал (у «Big City Nights»)
- Лін Ліхті — вокал («Here in My Heart»)